# Classic Queen
Classic Queen är ett greatest hits-album av det brittiska rockbandet Queen, utgivet 1992.

## Låtlista
| Nr           | Titel                                                                       | Kompositör                                           | Längd |
| ------------ | --------------------------------------------------------------------------- | ---------------------------------------------------- | ----- |
| 1.           | A Kind of Magic (från A Kind of Magic, 1986)                                | Roger Taylor                                         | 4:23  |
| 2.           | Bohemian Rhapsody (från A Night at the Opera, 1975)                         | Freddie Mercury                                      | 5:59  |
| 3.           | Under Pressure (unik mix, från början från Hot Space, 1982)                 | David Bowie, John Deacon, Brian May, Mercury, Taylor | 4:03  |
| 4.           | Hammer to Fall (singelversion av låt från The Works, 1984)                  | May                                                  | 3:40  |
| 5.           | Stone Cold Crazy (från Sheer Heart Attack, 1974)                            | Deacon, May, Mercury, Taylor                         | 2:15  |
| 6.           | One Year of Love (från A Kind of Magic, 1986)                               | Deacon                                               | 4:28  |
| 7.           | Radio Ga Ga (från The Works, 1984)                                          | Taylor                                               | 5:48  |
| 8.           | I'm Going Slightly Mad (from Innuendo, 1991)                                | Deacon, May, Mercury, Peter Straker, Taylor          | 4:21  |
| 9.           | I Want It All (singelversion av låt från The Miracle, 1989)                 | May                                                  | 4:01  |
| 10.          | Tie Your Mother Down (från A Day at the Races, 1976)                        | May                                                  | 3:45  |
| 11.          | The Miracle (Edited For Compact Disc) (unique edit, från The Miracle, 1989) | Deacon, May, Mercury, Taylor                         | 4:24  |
| 12.          | These Are the Days of Our Lives (från Innuendo, 1991)                       | Deacon, May, Mercury, Taylor                         | 4:14  |
| 13.          | One Vision (edit, från A Kind of Magic, 1986)                               | Deacon, May, Mercury, Taylor                         | 4:38  |
| 14.          | Keep Yourself Alive (från Queen, 1973)                                      | May                                                  | 3:45  |
| 15.          | Headlong (från Innuendo, 1991)                                              | Deacon, May, Mercury, Taylor                         | 4:38  |
| 16.          | Who Wants to Live Forever (från A Kind of Magic, 1986)                      | May                                                  | 5:15  |
| 17.          | The Show Must Go On (från Innuendo, 1991)                                   | Deacon, May, Mercury, Taylor                         | 4:31  |
| Total längd: | Total längd:                                                                | Total längd:                                         | 75:10 |